# Рохас, София
София Рохас (13 августа 1907 — 30 июля 2022) — колумбийская долгожительница, возраст которой подтверждён Исследовательской группой геронтологии (GRG) и Группой LongeviQuest (LQ). Имела титул самого старого человека из Колумбии, чей возраст подтверждён. Возраст Софии Рохас на момент смерти составлял 114 лет 351 день, она не дожила всего лишь 14 дней до своего 115-летия. На момент смерти она была 65 старейшим человеком в мировой истории, также она была пятым старейшим живущим человеком после Люсиль Рандон, Теклы Юневич, Марии Браньяс Мореры и Фусы Тацуми.

## Биография
София Рохас родилась на небольшой ферме в Суайте, Сантандер, Колумбия, 13 августа 1907 года. Она дочь Кармен Рохас. Она переехала в Букарамангу, Сантандер, в 1957 году. У неё было четверо детей. Всю свою жизнь она проработала продавцом гуарапо. София католичка и очень религиозна; она особенно предана Деве Канделарии.
13 августа 2017 года ей исполнилось 110 лет.
Она стала старейшим известным живым человеком в Колумбии после смерти Хуаны Аритамы 21 мая 2021 года.
12 октября 2021 года в возрасте 114 лет и 60 дней она превзошла возраст Кармен Эмилии Харамильо (1906—2020), став самым старым человеком из Колумбии, чей возраст подтверждён.
14 февраля 2022 года её возраст был подтверждён Исследовательской группой геронтологии (GRG). На тот момент у неё было трое живых детей, 18 внуков, 24 правнука и 16 праправнуков.
Проживала в Букараманге, Сантандер, Колумбия, её возраст составлял 114 лет и 351 день.
София Рохас умерла 30 июля 2022 года. На момент смерти она была пятым старейшим живущим человеком после Люсиль Рандон, Теклы Юневич, Марии Браньяс Мореры и Фусы Тацуми. После её смерти старейшим человеком Колумбии стал Эусебио Кинтеро Лопес.

## Рекорды долгожителя
- 18 февраля 2022 года София Рохас вошла в топ 100 старейших людей в мире.
- Занимала 5-е место в списке старейших ныне живущих людей.